# Traktor (hudební skupina)
TRAKTOR je česká rocková, potažmo hard 'n' heavy kapela, založená na jaře v roce 2001.

## Historie
Skupina byla založená na jaře v roce 2001, kdy se spojili Stanislav Balko, Martin Kapek a Karel Ferda, kteří původně hráli ve skupinách Tarantula a Wizard. Po roce se k nim přidal Pavel Balko a Petr Bartošek. 
Své první CD vydali s názvem S vlečkou se to lépe táhne 21. června 2004 u vydavatelství Popron Music.
Po pětileté přestávce nahráli další album 69, pro které natočili klip k písni „Cosmosen" ve spolupráci se Zdeňkem Izerem. 
Třetí deska Tmel vyšla v 10. června 2011. Oproti předchozím, humorněji laděným počinům přineslo propracovanější materiál s lepším zvukem a větším množstvím silných skladeb. V pořadí čtvrtý klip na song „Láskožrouti" byl sestříhán ze záběrů z vystoupení kapely na Benátské noci 2012. Začátkem roku 2013 skupina koncertovala na Slovensku. 
Dne 15. listopadu téhož roku vydala skupina svou čtvrtou desku Alcatra’n’z a vzdala se na turné. Na jaře 2014 se jeden z jejich koncertu odehrál na parníku na Vltavě. Natočili též klip k písni „Katakomby".
Dne 5. května 2016 byla vydána pátá řadová deska s názvem Artefuckt a natočili klip k písním „Letokruhy" a „Děvka č.5 (Závist)". Součástí alba je také cover na píseň „No Voices In The Sky" od skupiny Motörhead. 
V roce 2017 bylo natočeno DVD z koncertu v Ostravě v Bonver aréně a poté v únoru 2018 ho vydali. Dne 24. listopadu 2023 kapela Traktor vystoupila jako host na výročním koncertě skupiny Dymytry v pražské O2 aréně.
Dne 14. prosince 2018 kapela vydala šesté řadové album Šachoffnice.
Dne 1. listopadu 2021 vydala sedmé řadové album Sedmá strana kostky.
20. září 2024 zveřejnila kapela novou píseň „Jungle XXI" a 15. listopadu téhož roku vyšlo stejnojmenné album.

## Členové

### Současní
- Martin Kapek – zpěv (2001–dosud)
- Stanislav Balko – sólová kytara, doprovodný zpěv (2001–dosud)
- Karel Ferda – baskytara, doprovodný zpěv (2001–dosud)
- Petr Bartošek – klávesy, doprovodný zpěv (2001–dosud)
- Pavel Balko – bicí (2001–2004, 2009–dosud)

### Dřívější
- Lukáš Šikl – bicí (2007–2009)
- Petr Uličník – bicí (2004–2007)

## Diskografie
- S vlečkou se to lépe táhne (2004) CD
- 69 (2009) CD
- Tmel (2011) CD
- Alcatra’n’z (2013) CD
- Artefuckt (2016) CD
- Prach a vzduch (2018) DVD + 2CD live
- Šachoffnice (2018) CD
- Sedmá strana kostky (2021) CD + LP
- 7SK LIVE (2022) DVD + 2CD live
- Jungle XXI (2024)